# Portal Tomb von Ballygraney

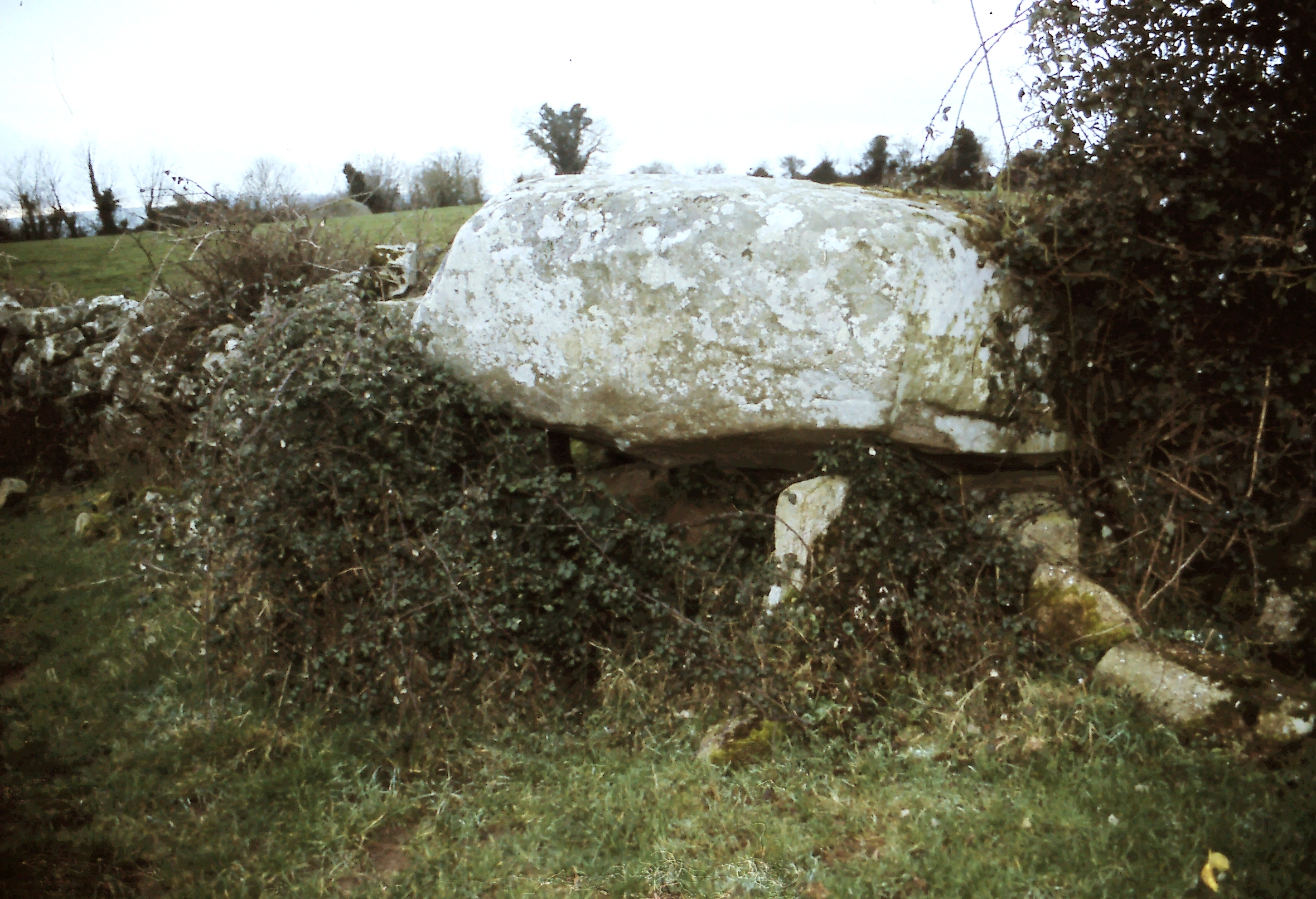
Portal Tomb von Ballygraney

Das Portal Tomb von Ballygraney (irisch Baile na Gréine) ist eines der wenigen nahezu intakten Portal Tombs in Irland. Es liegt östlich des River Barrow südöstlich von Goresbridge im Westen des County Carlow und besteht aus dem Deckstein, zwei Portalsteinen, einem Türstein, sechs Seitensteinen und Trockenmauerwerk an der Rückseite. Als Portal Tombs werden Megalithanlagen in Irland und auf den Britischen Inseln bezeichnet, bei denen zwei gleich hohe, aufrecht stehende Steine mit einem Türstein dazwischen, die Vorderseite einer Kammer bilden, die mit einem zum Teil gewaltigen Deckstein bedeckt ist.
Es liegt, ähnlich dem Portal Tomb von Seefin, inmitten einer Feldbegrenzung. Der Deckstein, der etwa 7,0 Tonnen wiegt, misst etwa 3,5 m in der Länge, 2,9 m in der Breite und ist 1,0 m dick. Die sehr schlanken Portalsteine, mit der 2,4 m langen, 1,2 m breiten  und 0,4 m dicken Türplatte dazwischen, sind 1,1 m hoch. Die etwa 2,6 m lange, 1,8 m breite und vorne 1,1 m hohe Kammer kann durch ein kleines Loch an der Rückseite betreten werden. Die drei Seitensteine auf jeder Seite sind noch in situ und am Ende eingewinkelt. Der Deckstein ruht hinten auf einer kleinen Trockenmauer. Im Norden und Süden der Megalithanlage liegt Steinmaterial, was wahrscheinlich die Reste des Cairns sind. 